# Worms: Battle Islands
Worms: Battle Islands es un videojuego de estrategia por turnos desarrollado por Team17 y parte de la serie Worms. Fue lanzado para PlayStation Portable y Wii.

## Gameplay
Como los juegos Worms anteriores, Worms: Battle Islands es un juego de estrategia basado en turnos, en el que el jugador se turna para controlar gusanos y disparar armas en terreno destructible. En este caso en un entorno 2D como Worms: A Space Oddity.

## Novedades
Hay algunas nuevas características del juego, como nuevas voces para los gusanos y seis nuevos entornos en el juego para luchar en: Ártico, Selva, Nuclear, Química, Desierto y Subacuático. Nuevas armas: nueva llamarada y granada EMP. Un nuevo creador de armas llamado la Fábrica de Armas, para crear tu propio armamento útil de "Cajas de Tecnología" en las Campañas de un solo jugador. Y nuevo modo de juego "Tácticas". 30 misiones de campaña y más de 30 rompecabezas.
Hay tres tipos de configuraciones de control para el Wii, que es "Clásico", con el mando Wii girado hacia los lados, "Motion Sensing", donde el jugador hace gestos para disparar armas y moverse por el paisaje, o la opción "Motion Sensing" Junto con un Nunchuk para mayor control. 

## Recepción
GamesRadar calificó el juego 7/10, afirmando que aunque puede ser el mejor juego de Worms todavía, no ha cambiado mucho.